# Israel Silvestre

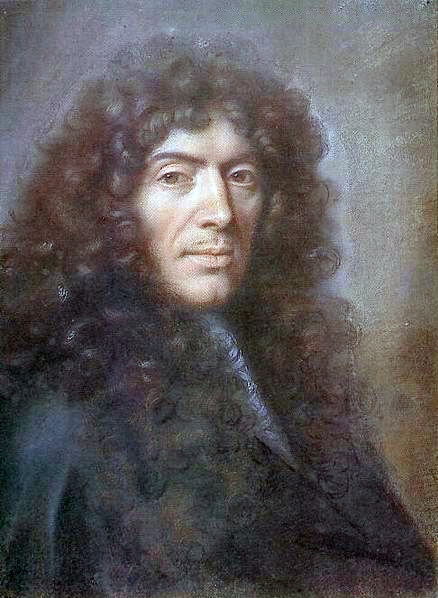
Charles Le Brun, Ritratto di Israel Silvestre 1670

Israel Silvestre (Nancy, 13 agosto 1621 – Parigi, 11 ottobre 1691) è stato un incisore, insegnante, editore e disegnatore francese.

## Biografia
Israel Silvestre, detto il giovane per distinguerlo dal padre che è stato disegnatore e incisore, appartiene a una famiglia che ha dato una nutrita schiera di artisti. Apprese i primi rudimenti dell'arte nella bottega paterna poi, rimasto orfano a dieci anni di entrambi i genitori, si trasferì a Parigi dallo zio materno Israel Henriet che lo allevò come un figlio e che per prima cosa gli chiese di copiare a penna delle incisioni di Jacques Callot (1592-1635). Alla morte dello zio, il 24 aprile 1661, Israel Silvestre ne ereditò la bottega e l'esclusiva di stampa delle incisioni di Jacques Callot.
Fece tre viaggi di studio in Italia - nel 1640, nel 1643-1644 e nel 1653 - per copiare opere di antichi maestri. Fissò la sua residenza a Parigi nel 1659 e ottenne il privilegio di stampare in proprio le sue incisioni.

### La famiglia e il successo
Il 10 settembre 1662 sposò Henriette Sélincart, da cui ebbe molti figli, non tutti sopravvissuti: nel 1667 Charles-François, nel 1669 Louis Silvestre, nel 1672 Alexandre, nel 1675 Louis il Giovane. Questi suoi figli divennero noti artisti. La carica di "maestro del disegno" resterà nella famiglia Silvestre, fino alla Rivoluzione francese.

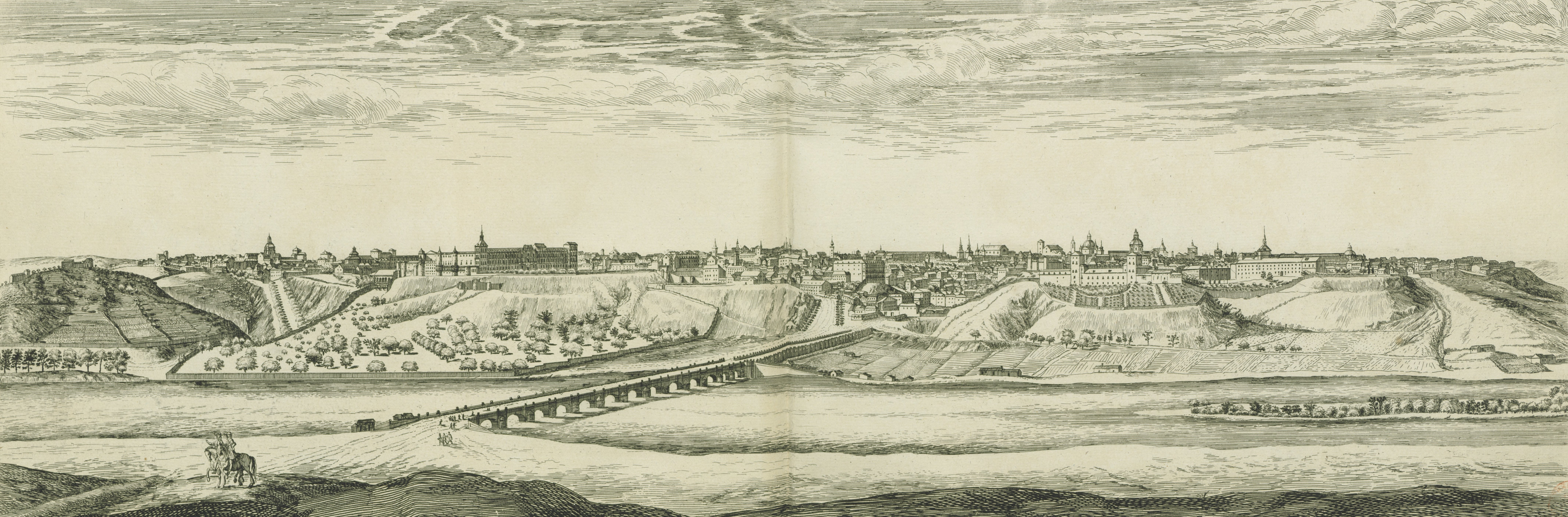
Israel Silvestre Madrid

Nel corso di un lungo soggiorno nel 1665, in Lorena e in Champagne, compiuto sotto gli auspici del potente ministro Jean-Baptiste Colbert, realizzò molti disegni da trasferire su lastra: in particolare panorami cittadini, come quello di Toul e di Sedan. Si era infatti specializzato anche in vedute topografiche e le sue incisioni sono diventate una fonte importante, per la topografia della Francia, della Spagna e dell'Italia del tempo. Nel 1663 aveva il ottenuto l'incarico di disegnatore e incisore del re e nel 1670 entrò nell'Accademia parigina di pittura e di scultura. 

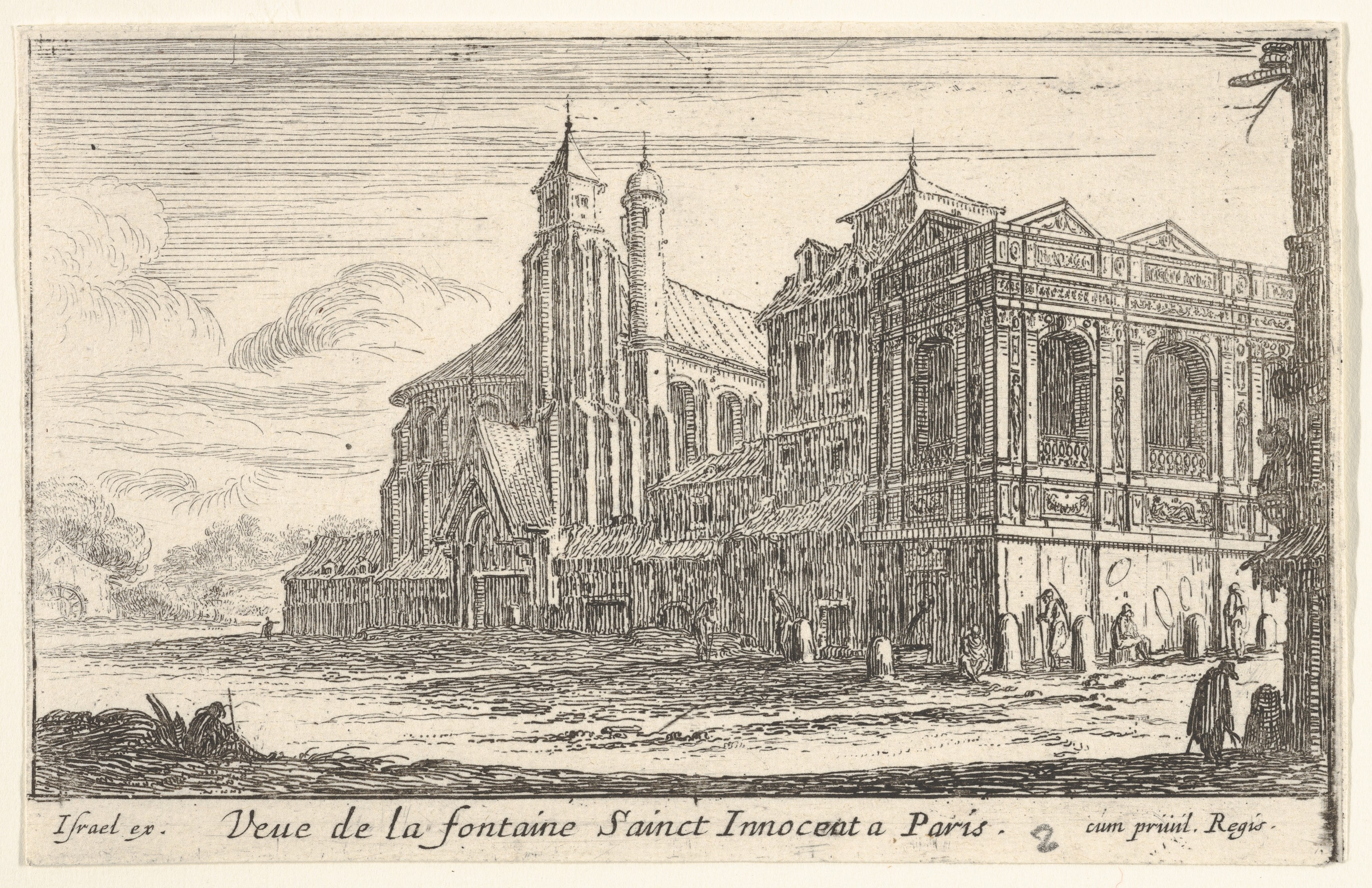
Israel Silvestre, Fontana degli Innocenti a Parigi - Metropolitan Museum of Art

Nel 1673 ebbe il brevetto di disegnatore presso il Delfino, che aveva allora dodici anni. Nel 1668 gli fu concesso l'onore di un alloggio nella Galleria del Louvre.
Nel suo atelier lavorarono molti incisori e disegnatori, tra cui l'incisore fiorentino Stefano della Bella, Jean Le Pautre, Gabriel, Nicolas ed Adam Perelle, François Collignon, Jean Marot.
Difficile stendere un inventario completo ed esauriente delle opere di un incisore e disegnatore tanto prolifico come Israel Silvestre, che ha lasciato molti disegni e oltre mille incisioni, tra cui il Carrousel del 1662, Les Plaisirs de l’Île enchantée (vedute della grande festa fatta allestire da Luigi XIV a Versailles dal 3 al 7 maggio 1664), dimore reali, tra cui quella dell'Ile de France, di Versailles, di Vaux, di Fontainebleau e vedute di chiese romane.

### Edizioni
- Israël Silvestre, Diverses veves faictes par Israël Silvestre, Paris, Chez Israel rue de l'Arbre Sec au logis de Monsieur le Mercier orfèvre de la Reyne proche la Croix du Tiroir, 1652.

### Musei che conservano sue opere
- Amsterdam Rijksmuseum
- Canterbury (Nuova Zelanda) - Christchurch Art Gallery
- Cleveland - Cleveland Museum of Art
- Digione - Museo Magnin, Museo delle belle arti di Digione

- Enschede - Rijksmuseum Twenthe
- Haarlem - Teylers Museum

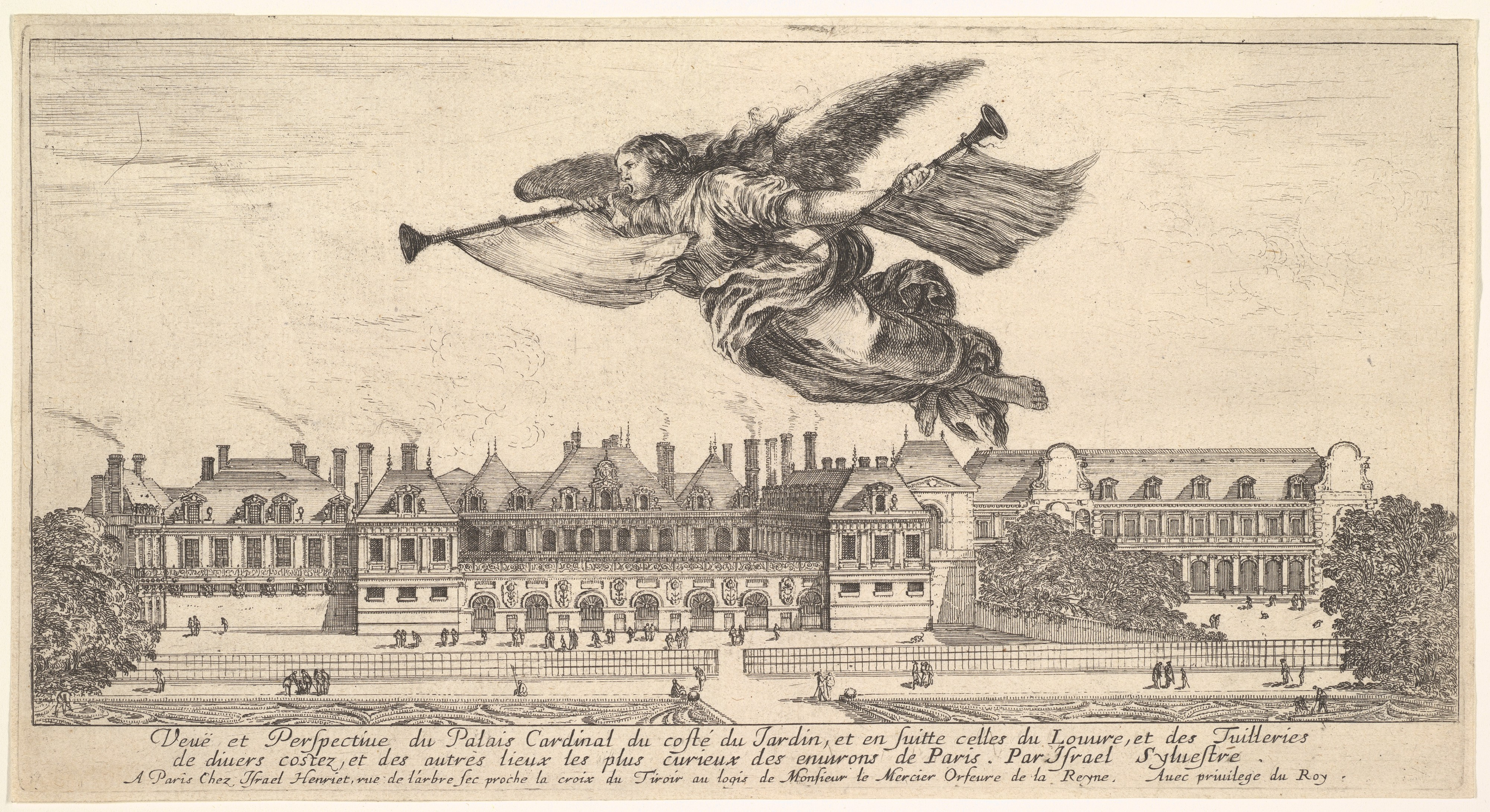
Israel Silvestre, Veduta del Palazzo Cardinale, a Parigi, 1650

- Indianapolis - Indianapolis Museum of Art
- Liegi - Collezioni artistiche dell'Università di Liegi
- Lione - Museo Gadagne
- Londra - Courtauld Institute of Art
- Nancy - Museo Lorrain
- New York - Metropolitan Museum
- Ottawa - National Gallery of Canada
- Parigi - Museo Carnavalet, Biblioteca nazionale di Francia, Cabinet des Dessins del Louvre
- Philadelphia - Philadelphia Museum of Art
- Saint-Cloud - Museo Aveline
- Vienna - Albertina
- Washington - National Gallery of Art